# رهبر پارلمانی
یک رهبر پارلمانی (انگلیسی: Parliamentary leader) عنوانی است که در کشورهای متعددی به کسی گفته می‌شود که در یک قوه مقننه تمام‌کشوری یا نیمه‌کشوری، یک رایزنش (یا گروه پارلمانی) را رهبری می‌کند. یک رهبر حزبی می‌تواند همان رهبر پارلمانی باشد، یا نقش‌ها می‌توانند متفاوت باشند.